# Simon Demius
Simon Demius OCist, auch Simon Dem oder Them, († 13. Juli 1547) war ein österreichischer Priestermönch.
Demius stammte aus Haslach in Niederösterreich. 1544 folgte er als Abt des Stift Heiligenkreuz auf Sigismund. Am 16. März 1544 wird er erstmals als Abt von Heiligenkreuz in einer Urkunde genannt. Seine Amtszeit ist wie die seiner Vorgänger von hohen Schulden, Verpfändungen und Verkäufen geprägt. Ein Visitationsprotokoll von 1544 nennt sieben Chormönche und zwei Laienbrüder.